# Paraspadella sheardi
Espèce
Synonymes
- Spadella sheardi Mawson, 1944 - protonyme[2]

Paraspadella sheardi est une espèce de chaetognathes de la famille des Spadellidae.

## Description
Paraspadella sheardi a une longueur maximale de 7 mm et la queue représente environ 45 % du corps total. Le corps est ferme et musclé avec une musculature transversale sur le tronc. La tête est large avec une présence d'yeux. Il possède onze crochets non dentelés, trois dents antérieures et aucune dent postérieure. La collerette est longue. Absence de diverticule intestinal. Les vésicules séminales sont coniques et touchent les deux nageoires postérieures et la nageoire caudale. Les ovaires sont de longueur moyenne avec de grands ovules et sont situés près de l'extrémité postérieure du ganglion ventral. Présence d'une paire de nageoires latérales courtes sur le tronc et la queue, entièrement rayonnées et arrondies. Présence de papilles adhésives et d'appendices adhésifs.

## Distribution
Paraspadella sheardi a été découvert dans les eaux côtières de l’État de la Nouvelle-Galles du Sud, en Australie.

## Étymologie
Son nom spécifique, sheardi, lui a été donné en l'honneur de Keith Sheard (d) (1903-1965), biologiste marin à Cronulla en Nouvelle-Galles du Sud.

## Publication originale
- (en) Patricia M. Mawson, « Some species of the chaetognath genus Spadella from New South Wales », Transactions of the Royal Society of South Australia, Taylor & Francis, vol. 68,‎ 14 septembre 1944, p. 327-333 (ISSN 0372-1426 et 2204-0293, lire en ligne).